# Magdalena Iljans
Anna Magdalena Iljans (nacida como Anna Magdalena Jonsson, Kungsängen, 26 de septiembre de 1969) es una deportista sueca que compitió en esquí acrobático.
Ganó una medalla de plata en el Campeonato Mundial de Esquí Acrobático de 2005, en la prueba de campo a través. Adicionalmente, consiguió cinco medallas en los X Games de Invierno.

## Medallero internacional
| Campeonato Mundial | Campeonato Mundial | Campeonato Mundial | Campeonato Mundial |
| Año                | Lugar              | Medalla            | Prueba             |
| ------------------ | ------------------ | ------------------ | ------------------ |
| 2005               | Ruka (Finlandia)   | Medalla de plata   | Campo a través     |

| X Games de Invierno | X Games de Invierno         | X Games de Invierno | X Games de Invierno |
| Año                 | Lugar                       | Medalla             | Prueba              |
| ------------------- | --------------------------- | ------------------- | ------------------- |
| 2001                | Mount Snow (Estados Unidos) | Medalla de plata    | Campo a través      |
| 2002                | Aspen (Estados Unidos)      | Medalla de plata    | Campo a través      |
| 2005                | Aspen (Estados Unidos)      | Medalla de bronce   | Campo a través      |
| 2008                | Aspen (Estados Unidos)      | Medalla de bronce   | Campo a través      |
| 2009                | Aspen (Estados Unidos)      | Medalla de plata    | Campo a través      |